# Madrugada (álbum)
Madrugada es el octavo álbum de estudio de la cantautora estadounidense Melanie. Fue publicado en abril de 1974 por Neighborhood Records. 

## Título
La palabra “madrugada” designa el periodo nocturno entre la medianoche y el amanecer. “Creo que es una palabra hermosa”, declaró Melanie en una entrevista con Cash Box, “es algo especial. Los portugueses son las únicas personas que conozco que tienen un nombre para ese momento particular del día. La razón por la que lo elegimos como título del álbum es porque es mi momento favorito, el momento en el que mejor canto y obtengo mi mejor inspiración”.
El editor de la revista, David Budge, escribió: “Obviamente, la inspiración que se encuentra a lo largo de ‘Madrugada’ es considerable, por lo que debe haber algo de verdad en el viejo dicho de que el tiempo lo es todo”.

## Contenido
El álbum consta de material omitido de las sesiones de 1972 de Stoneground Words, que inicialmente se concibió como un álbum doble. En marzo de 2024, Melanie supervisó el lanzamiento de una edición de lujo del álbum para restaurarlo a su configuración inicial de doble álbum, afirmando que “fue como restaurar una antigüedad preciosa... no, fue como que me entregaran una bolsa llena de porcelana rota y te dieras cuenta de que era un adorno que te encantaba cuando eras más joven, pero que se cayó del estante y se hizo añicos. Así que te sientas ahí y lo vuelves a armar”.

## Recepción de la crítica
Un escritor no especificado de Record World le otorgó el certificado de “Hit of the Week”, y describió el álbum como su “más grandioso hasta la fecha”.

## Créditos y personal
Créditos adaptados desde las notas de álbum de Madrugada.
Músicos
- Melanie – guitarra
- Sal DiTroia – guitarra acústica, guitarra sajona
- Alan Schwartzberg – batería
- Don Payne – Fender Bass
- Hugh McCracken – guitarra eléctrica, steel guitar
- George Devens – percusión

Músicos adicionales
- Joe Macho – bajo eléctrico en «Lover's Cross», «Pretty Boy Floyd» y «Maybe Not for a Lifetime»
- Denny Seiwell – batería en «The Actress»
- Rick Marotta – percusión en «Love to Lose Again»
- Chuck Di Monaco – bajo acústico en «The Actress»
- Ron Frangipane – piano en «Holding Out»

Personal técnico
- Peter Schekeryk – productor
- Brooks Arthur – ingeniero de audio
- Larry Alexander – ingeniero asistente
- Pacific Eye & Ear – diseño de portada
- Lyn Smith – fotografía